# Youssef Himmat
 (juillet 2018).
Youssef Himmat est un activiste islamiste basé en Suisse,. Il préside actuellement le Forum européen des organisations musulmanes de jeunes et d'étudiants (Forum of European Muslim Youth and Student Organisations — FEMYSO,,), organisation affiliée aux Frères musulmans,,, et occupe le poste de secrétaire au sein de la maison de négoces Lord Energy (« Énergie du Seigneur »).

## Biographie
Youssef Himmat est le fils présumé de Ali Ghaleb Himmat (en),, un homme d'affaires — l'un des fondateurs de la banque Al-Taqwa, créée à Lugano en 1988 — et cadre des Frères musulmans. Cette banque a été accusée de soutenir Al-Qaïda. La branche grenobloise de l'association Étudiants musulmans de France, affiliée au FEMYSO, en fût d'ailleurs actionnaire.
Youssef Himmat naît et grandit en Suisse, dans la région de Lugano, avant de poursuivre ses études au Royaume-Uni.
Il est le secrétaire de la maison de négoces en matières premières basée à Lugano, Lord Energy, fondée par Hazim Nada et au sein de laquelle Omar Nasreddin a été employé jusqu'en 2017. Cette organisation est suspectée d'être contrôlée par les Frères musulmans,,.
Youssef Himmat a été représentant au sein du Conseil consultatif sur la jeunesse du Conseil de l'Europe (Advisory Council of Youth) en 2015, avant de devenir le président du FEMYSO,.

## Controverses
L'association dont Youssef Himmat est le président, FEMYSO, est jugée proche des Frères musulmans par de nombreux médias et experts du mouvement islamiste, ainsi que par certains membres du Parlement européen tels que Franz Obermayr,,,,.
Ce constat est appuyé par les liens entre le FEMYSO et de nombreuses associations réputées proches des Frères musulmans telles que l'association IGMG (Communauté islamique Millî Görüş) fondée par Necmettin Erbakan et Sveriges Unga Muslimer,,,.
Par ailleurs, la maison de négoces au sein de laquelle Youssef Himmat est secrétaire, Lord Energy, est composée entièrement de personnes dont les proches parents ou eux-mêmes sont des cadres des Frères musulmans. Davide Piccardo, proche de ceux-ci, est employé chez Lord Energy depuis plusieurs années, d'après Hazim Nada, ; il est membre du European Muslim Network (EMN), fondé par son père Hamza Piccardo et Tariq Ramadan,. L'EMN a milité pour la libération de son président, Tariq Ramadan, alors emprisonné pour des accusations de viols.